# Achille Viadieu
Achille Viadieu, dit « Ginou » (11 mars 1911 - 2 juin 1944) est un grand résistant toulousain de la Seconde Guerre mondiale, membre du réseau de contre-espionnage Morhange.

## Action dans la Résistance
Achille Viadieu, dit « Ginou » est né à Castelnau-Durban en 1911. Il était l'adjoint de Marcel Taillandier dit « Morhange » sous le nom de X-2. Comptable à la gare de Matabiau, il prend la direction ariégeoise du RNP (Rassemblement national populaire), puis devient chef régional de ce mouvement fasciste et ultra-collaborationniste (en accord avec le Réseau Morhange) d’où il obtient des renseignements des Allemands. 
Il est tué à Toulouse, le 2 juin 1944, dans une opération qui a mal tourné. La rue où il est abattu, à Toulouse, porte maintenant son nom.

## Dernière opération
Le 2 juin 1944, Achille Viadieu, accompagné de Jacques Combatalade (X-5), un policier du réseau Morhange, retrouve leurs camarades dans un café de la Place du Fer à Cheval. Ils sont en train de préparer une opération pour le soir même. Le rendez-vous est fixé sous l’horloge de la Place du Capitole. Achille Viadieu et Jacques Combatalade ne sont là que pour assurer la surveillance depuis leur Traction. Découvrant la présence de miliciens cachés sous les arcades, ils font le tour de la place pour prévenir les autres membres de l’opération. La Gestapo, dissimulée au côté des miliciens, a reconnu Achille Viadieu. La voiture des deux résistants est aussitôt mitraillée et pourchassée dans les rues de Toulouse. Jacques Combatalade au volant essaie de semer les poursuivants. Sa Traction dérape au carrefour de la rue des Récollets faisant une série de tonneaux. Achille Viadieu a à peine le temps de sortir de la voiture et de s'exclamer « Vive la France libre ! ». Une rafale de mitraillette le tue sur le coup. Jacques Combatalade, gravement blessé, est conduit à l’hôpital Purpan puis à la prison St-Michel. Le réseau parviendra à le libérer quelques semaines plus tard…